# Blake Ross

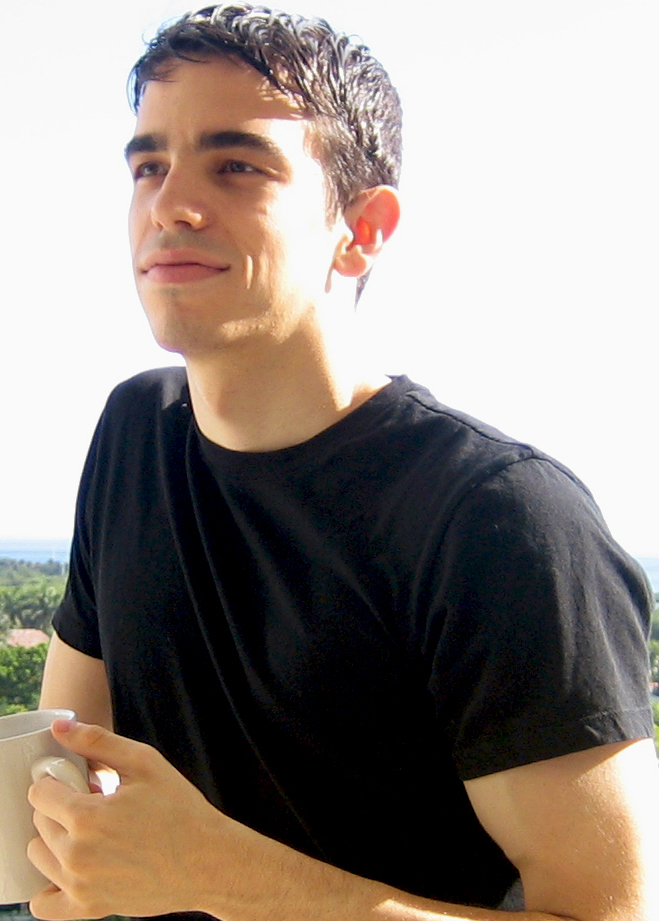
Blake Ross, la vârsta de 23 de ani, Miami, Florida

Blake Ross (n. 12 iunie 1985) este un dezvoltator de software, care va fi cunoscut prin cooperarea sa la browser internet Mozilla Firefox. El a inițiat acest proiect împreună cu Dave Hyatt.
Ross a fost angajat la vârsta de 15 ani de către Netscape Communications Corporation. La aceea dată merge la Gulliver Preparatory School în Miami, Florida. El termină în 2003 și lucrează de la aceea data la Stanford University.